# Claudio Ridolfi

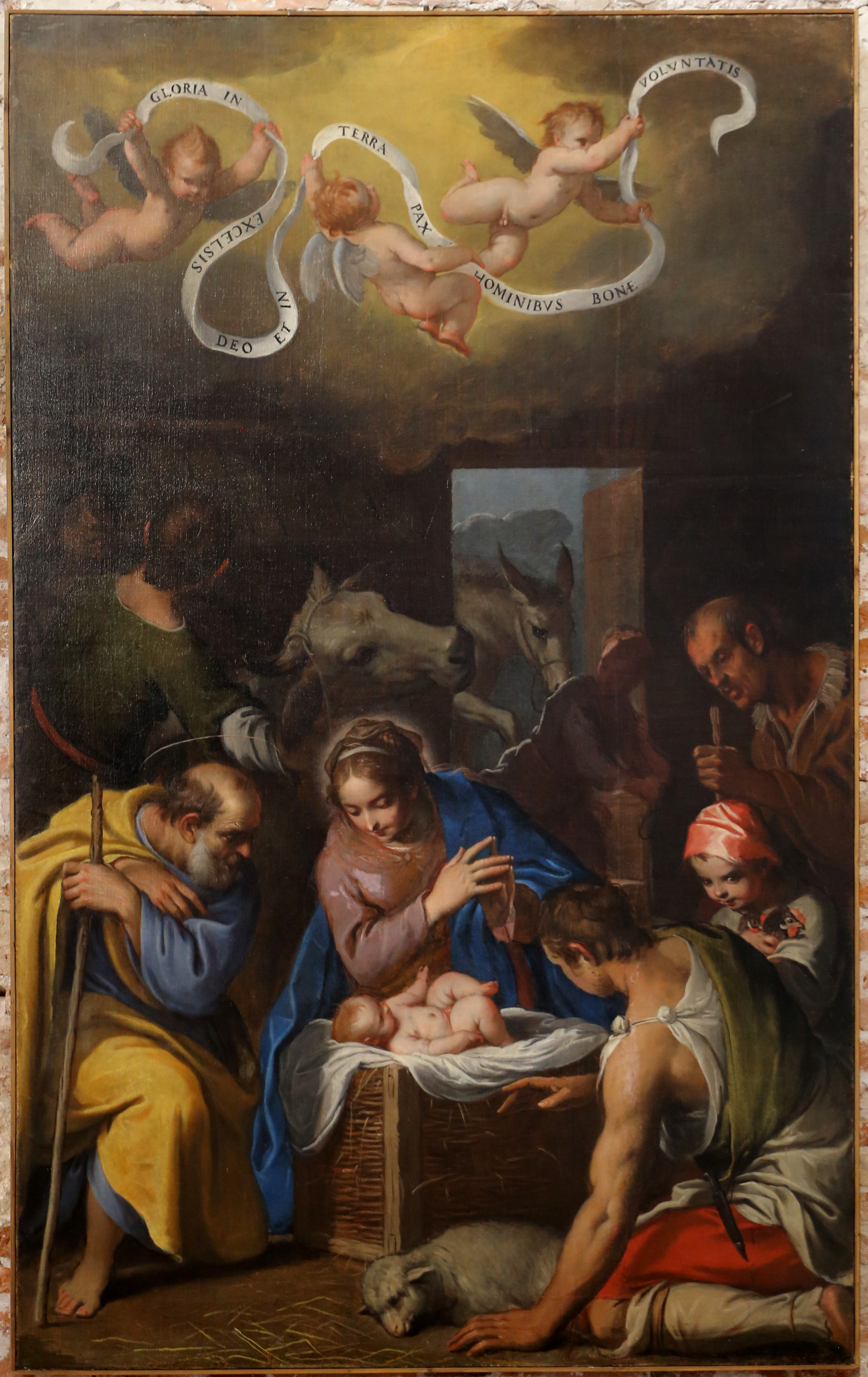
Claudio Ridolfi: Anbetung der Hirten, 1617–20, San Francesco al Corso, Verona (?)

Claudio Ridolfi (* 1570 in Verona; † 26. November 1644 in Corinaldo (bei Ancona)) war ein italienischer Maler zwischen Manierismus und Barock.

## Leben
Er kam als unehelicher Sohn des Fabrizio Ridolfi in Verona zur Welt. Über sein Geburtsjahr finden sich in der Literatur unterschiedliche Angaben. Lange Zeit wurde davon ausgegangen, dass er 1560 geboren wurde, so wie es der zeitgenössische Künstlerbiograph Carlo Ridolfi erstmals 1648 veröffentlichte. Neuere Studien geben das Geburtsjahr mit 1570 an, nachdem der Kunstkritiker Egidio Calzini 1911 bei seinen Studien über Ridolfi ein offizielles mit 1593 datiertes Dokument aufspürte, in dem Claudio Ridolfi als dreiundzwanzigjährig angegeben wird. Ridolfi erfuhr seine künstlerische Ausbildung bei Paolo Veronese in Venedig. Aus seiner venezianischen Zeit sind keine Werke bekannt.
Nach dem Tode von Veronese 1588 kehrte Ridolfi zurück in seine Heimatstadt, wo er eine Himmelfahrt Mariä für das Santuario della Madonna di Campagna malte, die jedoch von den Bürgern Veronas so heftig abgelehnt wurde, dass der junge Maler aus Enttäuschung einige Zeit das Malen aufgegeben haben soll. Später reiste er nach Rom, wo er sich für einige Werke von Federigo Barocci so sehr begeisterte, dass er nach Urbino ging, um dessen Schüler zu werden. Die beiden Maler waren auch gut befreundet, und Barocci hatte einen bleibenden und sichtbaren Einfluss auf Ridolfis weiteres Schaffen.
In Urbino wirkte Ridolfi als Porträtist des Hofes der Familie della Rovere. Daneben pflegte er weiterhin Kontakte nach Verona und reiste auch öfters persönlich in seine Heimatstadt, von wo er im Laufe der Jahre viele Aufträge für die dortigen Kirchen bekam.
Nach dem Tode Baroccis 1612 verließ Ridolfi Urbino und zog in den kleinen Ort Corinaldo (bei Ancona), der Heimat seiner Frau, wo er abgesehen von verschiedenen Reisen – vor allem nach Verona – den Rest seines Lebens verbrachte. Er malte viele Altarbilder für Kirchen dieses Ortes sowie für Osimo, Ancona, Senigallia, Jesi und Fabriano.

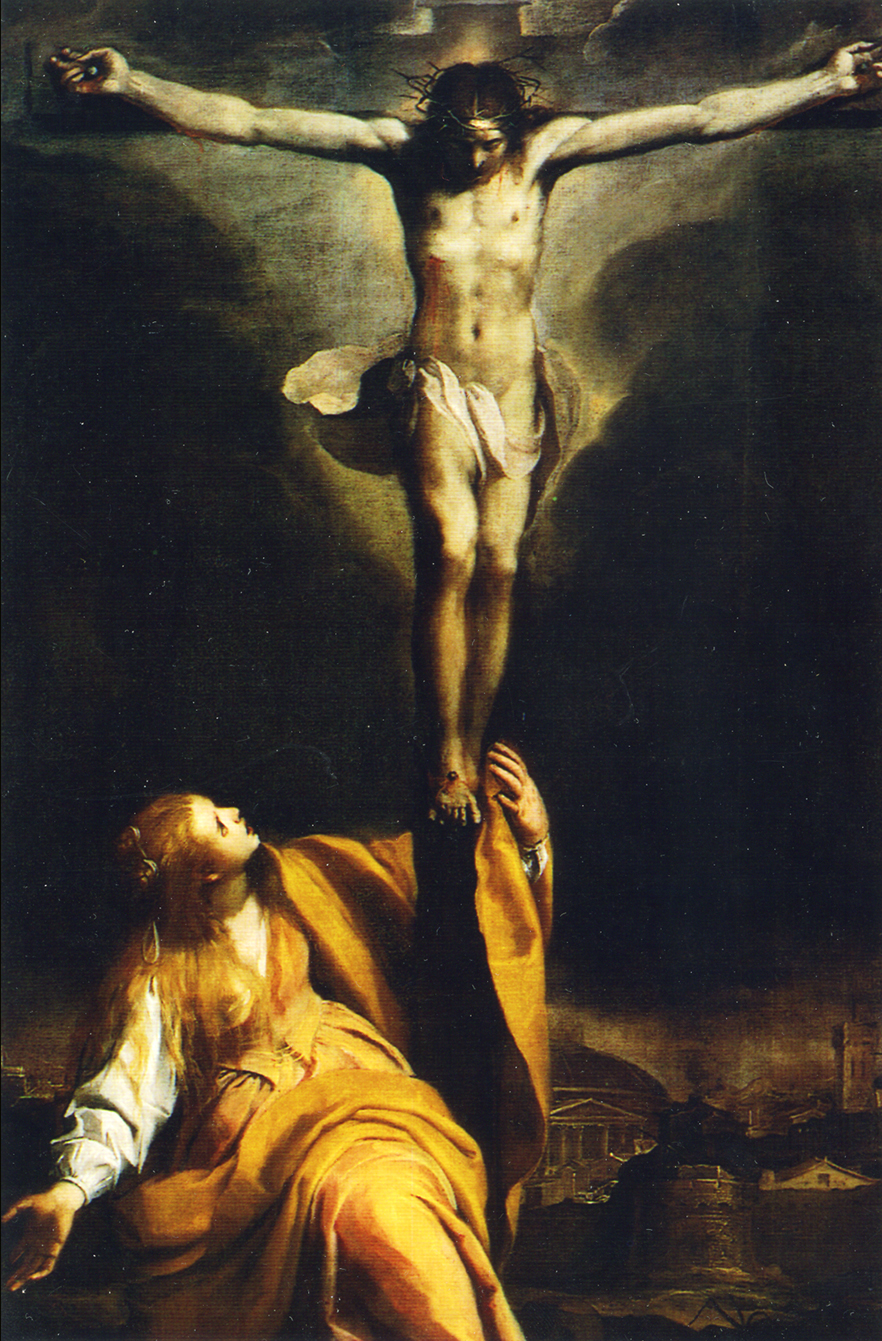
Jesus am Kreuz mit der hl. Maria Magdalena, Chiesa di Madonna del Piano, Corinaldo

Ridolfi verband in seiner Malerei Realismus mit einer gefühlsbetonten Anmut. Zu den von seinen Zeitgenossen besonders gelobten Werken gehörten eine Madonna mit Kind und Engeln für die Sakristei der Kanoniker im Dom von Verona, sowie ein großes Gemälde mit dem hl. Benedikt, der seine Ordensregeln erlässt für die Mönche von Santa Giustina in Padua.
Viele signierte Gemälde Ridolfis finden sich heute noch in kleinen Ortschaften der Marken, wie Arcevia, Barbara, Ostra, Ostra Vetere, Monsano, Belvedere Ostrense oder Morro d’Alba.
Claudio Ridolfi starb am 26. November 1644 und wurde in der Gemeindekirche San Pietro in Corinaldo bestattet.
In seiner Werkstatt bildete er viele Schüler aus, darunter Simone Cantarini, Giovanbattista Amigazzi, Girolamo Cialdieri und Benedetto Marini aus Urbino. Schon bald nach seinem Tode wurde Ridolfi vergessen und erst von Luigi Antonio Lanzi wiederentdeckt, der seinen großen Einfluss auf die Malerei in den Marken hervorhob und 1795 von einer regelrechten „Ridolfianischen Schule“ („scuola ridolfiana“) sprach.
Wegen seiner doppelten Verbindung zur venezianischen Tradition und zu Barrocci bzw. zu den Marken wurde Ridolfi später von Carlo Volpe als „Maler mit den zwei Seelen“ („pittore dalle due anime“) bezeichnet. Im Jahr 1994 wurde vom Centro Beni Culturali della Regione Marche eine allererste große Claudio-Ridolfi-Ausstellung organisiert, die mit der Restaurierung und Katalogisierung seiner Werke verbunden war.

## Werke (Auswahl)
- Martyrium des hl. Sergio, Kirche San Sergio, Urbino[1]
- Allegorien für die Hochzeit des Federico Ubaldo da Montefeltro, 1621, Galleria nazionale delle Marche, Urbino[1]
- San Carlo Borromeo, Kirche Santo Spirito, Urbino[1]
- Martyrium des hl. Johannes Evangelist, 1634–35, Pinacoteca, Urbania[1]